# Enchisthenes hartii
El murciélago frugívoro achocolatado o murciélago frugívoro menor (Enchisthenes hartii) es una especie de la familia Phyllostomidae. Es el único miembro del género monotípico Enchisthenes.

## Distribución geográfica
Se encuentra en Bolivia, Colombia, Costa Rica, Ecuador, El Salvador, Estados Unidos (Arizona), Guatemala, Honduras, México, Panamá, Perú, Trinidad y Tobago  y Venezuela.

## Hábitat
Se encuentra por debajo de los 2.700 m de altitud, preferentemente en bosques de montaña entre los 1.500 y 2.300 m s. n. m. Vuela entre el bosque o en su estrato alto y también sobre los ríos y fuentes de agua y en lugares abiertos.

## Descripción
Alcanza entre 55 y 68 mm de longitud cabeza-cuerpo y un peso entre 14 y 18 g. Pelo corto de 4 a 5 mm, color marrón, denso, suave, aterciopelado. Presenta orejas y nariz negruzcas, dos líneas frontales paralelas de la  nariz a la cabeza de color ante y otras dos del mismo color en los bordes de las orejas.

## Alimentación
Se alimenta de frutos, principalmente del género Ficus.